# Quadrilha (crime)

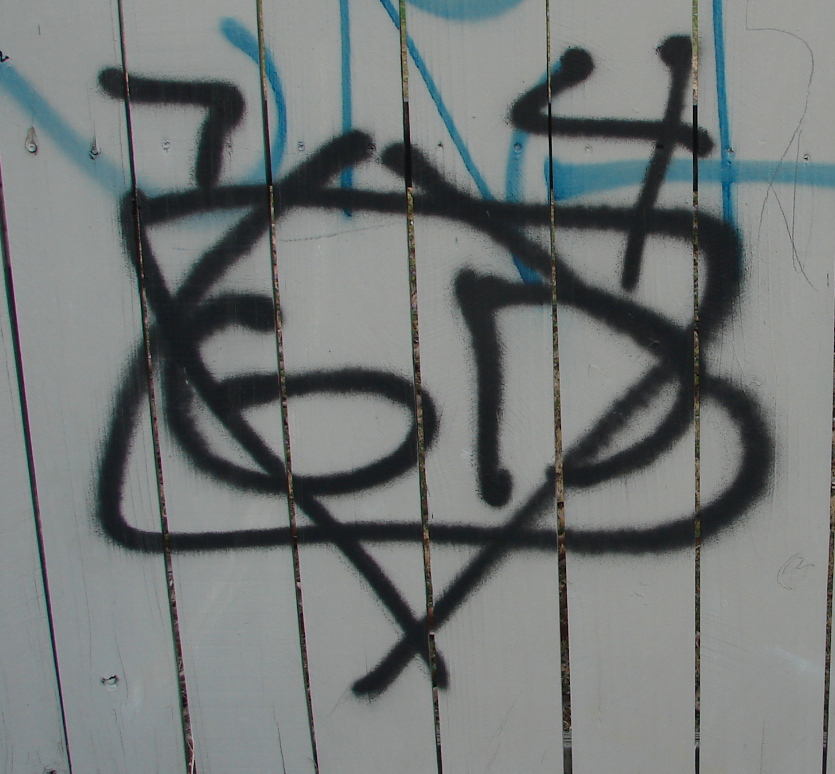
Símbolo da quadrilha estadunidense Gangster Disciples ("Discípulos de Gângster") pichado numa cerca

Quadrilha, bando, ou gangue (do inglês gang) são denominações atribuídas a um grupo de pessoas que tem, por objetivo, práticas criminosas ou atividades consideradas ilegais em determinado ordenamento jurídico, com seus integrantes compartilhando uma identidade comum. Entre as gangues mais célebres, podem-se citar os Bloods, os Crips e os Latin Kings.

## No Brasil
Houve a modificação do nomenclatura do delito previsto no artigo 288 do Código Penal, conhecido como Quadrilha ou Bando, passando a ser denominado como "associação criminosa". De fato, o termo "associação criminosa" é mais adequado ao caso.
Com a entrada em vigor da Lei 12 850/2013, houve a redução do número mínimo de quatro participantes exigidos para a formação do tipo, agora bastam três para a configuração de uma associação criminosa. Diante da diminuição do número mínimo de pessoas exigido para que haja a associação criminosa, a Lei 12 850/2013 tem natureza de novatio legis in pejus, portanto não pode ser retroativa. Por sua vez, o parágrafo único do artigo 288, com nova redação, além da já conhecida associação armada, passou a prever a figura da participação de criança ou adolescente.
Contudo, o legislador cometeu uma falha, pois considerou que o aumento de pena será até a metade. Percebe-se, assim, que o legislador não fornece ao magistrado parâmetro para a fixação do mínimo de aumento, podendo o juiz aumentar de um dia apenas.
Vale ressaltar que a redação anterior estabelecia aumento de pena em dobro. Na redação nova, o aumento de pena para a participação de criança e adolescente é de 1/6 a 2/3 da pena base.
- “Art. 288.  Associarem-se 3 (três) ou mais pessoas, para o fim específico de cometer crimes:
- Pena - reclusão, de 1 (um) a 3 (três) anos.
- Parágrafo único.  A pena aumenta-se até a metade se a associação é armada ou se houver a participação de criança ou adolescente.”

| Velho Houve a modificação do nomenclatura do delito previsto no artigo 288 do Código Penal, conhecido como Quadrilha ou Bando, passando a ser denominado como "associação criminosa". De fato, o termo "associação criminosa" é mais adequado ao caso. Com a entrada em vigor da Lei 12 850/2013, houve a redução do número mínimo de quatro participantes exigidos para a formação do tipo, agora bastam três para a configuração de uma associação criminosa. Diante da diminuição do número mínimo de pessoas exigido para que haja a associação criminosa, a Lei 12 850/2013 tem natureza de novatio legis in pejus, portanto não pode ser retroativa. Por sua vez, o parágrafo único do artigo 288, com nova redação, além da já conhecida associação armada, passou a prever a figura da participação de criança ou adolescente. Contudo, o legislador cometeu uma falha, pois considerou que o aumento de pena será até a metade. Percebe-se, assim, que o legislador não fornece ao magistrado parâmetro para a fixação do mínimo de aumento, podendo o juiz aumentar de um dia apenas. Vale ressaltar que a redação anterior estabelecia aumento de pena em dobro. Na redação nova, o aumento de pena para a participação de criança e adolescente é de 1/6 a 2/3 da pena base. | Novo A partir da Lei n.º 12.850/2013, os termos quadrilha e bando, previstos na redação original do nosso Código Penal, art. 288, foram substituídos pela expressão “associação criminosa”. A alteração legislativa também diminuiu o número mínimo de sujeitos ativos necessários para configurar o crime, deixando de ser quatro e passando a ser três. A Lei n.º 12.850/2013 modificou o parágrafo único do art. 288, alterando a pena de uma majorante, forma de aumento de pena, para associação armada; por ser uma alteração mais benéfica, ela possui a capacidade de retroagir beneficiando o sujeito ativo. Através da Lei n.º 12.850/2013, também ocorreu uma inovação em relação à redação anterior: a criação de uma nova majorante que será aplicada quando houver participação de criança ou adolescente na associação criminosa. O bem jurídico tutelado através do art. 288, associação criminosa, é a paz pública, enquanto a ação penal é pública e incondicionada. Por não haver previsão culposa, o tipo penal somente existe em sua forma dolosa. Algo que deve ser destacado, é que o crime de associação criminosa é considerado um crime de consumação permanente, crime que se prolonga ao longo do tempo. CUNHA, R. Manual de direito penal: parte especial (arts. 121 ao 361). 13. ed. Salvador: JusPODIVM, 2021. |

## Em Portugal
De acordo com o Código Penal Português, artigo 299, atribui-se o crime de associação criminosa a quem promover, fundar, participar ou apoiar grupo, organização ou associação destinada à prática de crimes. Não se estabelece o número mínimo de integrantes, que deverá ser, logicamente, maior do que dois.

## Na arte
O tema das quadrilhas organizadas é recorrentes no cinema norte-americano. Existem vários filmes do gênero: entre eles, estão, entre os mais conhecidos: Dangerous Minds (1995) - estrelando Michelle Pfeiffer -, The Warriors, Colors, New Jack City e Boyz n the Hood. Em 2004, a Rockstar Games lançou o jogo Grand Theft Auto: San Andreas, um jogo que conta a história de um gângster que tenta reerguer sua gangue sobre as demais gangues da cidade. Muitos rappers têm ou já tiveram envolvimentos com gangues, especificamente rappers da costa oeste americana, como 2Pac, Snoop Dogg, Ice T, Eazy-E, MC Eiht.